# Picchiotto

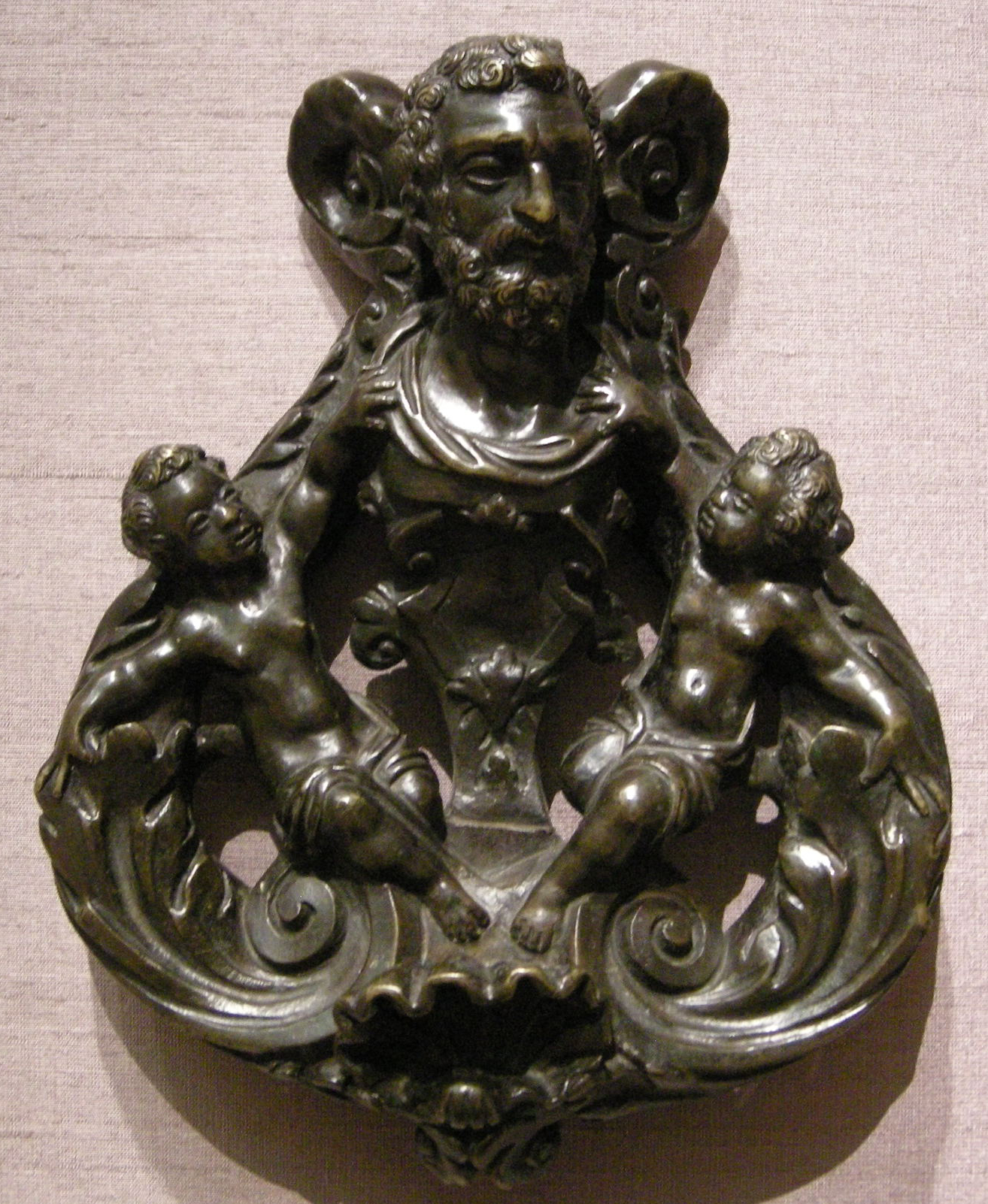
Arte veneziana, battente, 1550-1600 circa

Un picchiotto, detto anche battaglio, batacchio, battiporta, bussatoio, martello o battente, è un pesante elemento metallico, applicato al portone con una cerniera, che serve per battere o picchiare sulla porta stessa, attirando in tal modo l'attenzione di chi è all'interno dell'edificio.

## Descrizione e storia

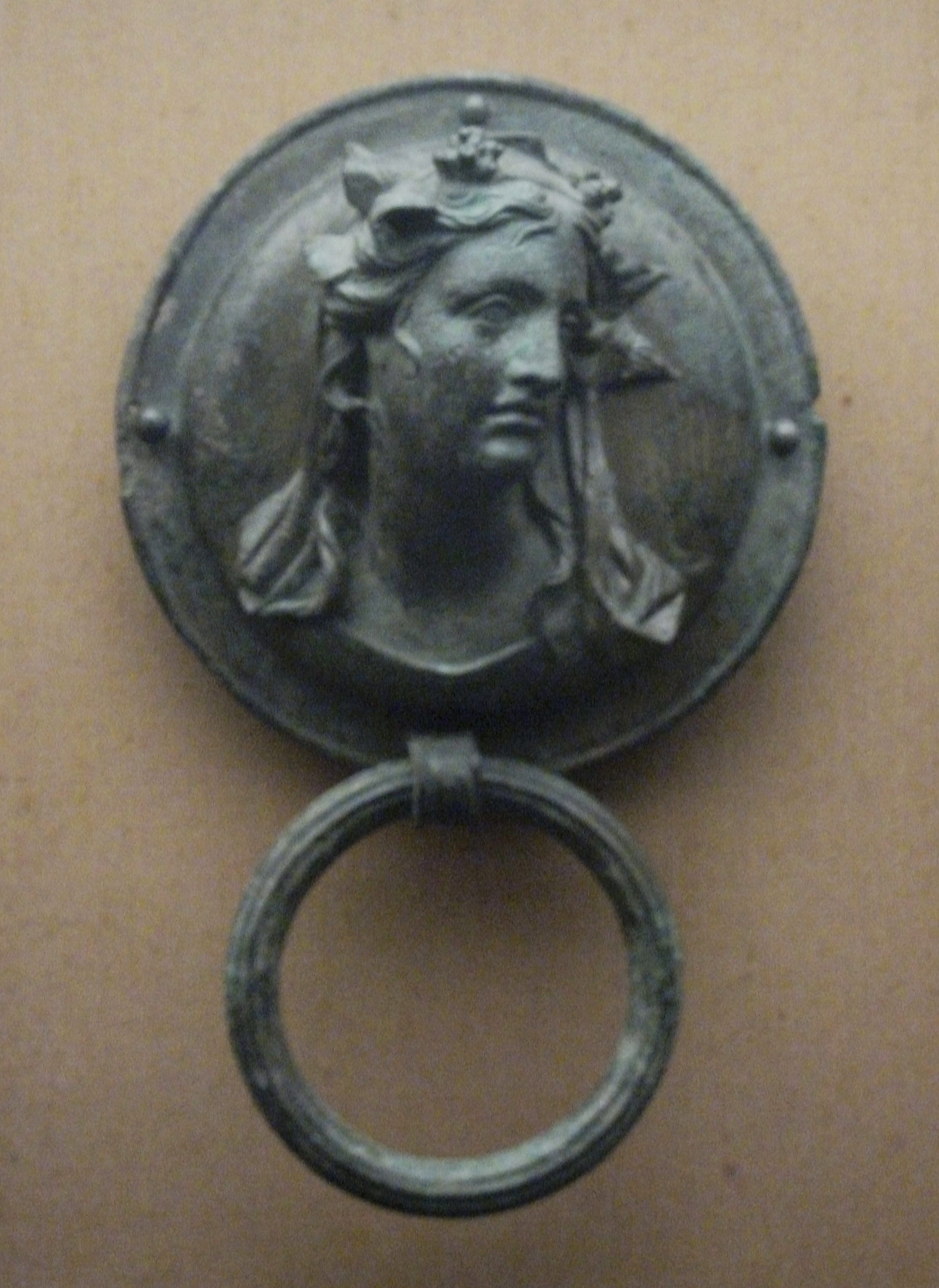
Picchiotto di epoca ellenistica, British Museum

Variamente decorati e in uso già al tempo degli antichi Romani, di battenti o picchiotti se ne conservano esemplari di diversa tipologia, nei musei archeologici. Si tratta di esemplari in bronzo o in ferro, alcuni antropomorfi; ma in genere sono a forma di testa di leone che tiene nella bocca un anello, oppure sono costituiti da una semplice sbarra sagomata. Nel Medioevo si ebbero picchiotti modellati in forma di figure di santi o di personaggi biblici. Nel Rinascimento furono realizzate sculture in bronzo da celebri artisti, come il Sansovino, il Giambologna e Andrea Briosco detto il Riccio. Il picchiotto assunse la forma di delfino, di angelo, di figura femminile, di serpente.
Nei centri storici di città e di borghi europei se ne incontrano, affissi ai portoni delle case antiche e ancora utilizzati, al posto dei moderni campanelli. Ne esistono esemplari a forma di uccello che battono sul chiodo con il becco ed altri che hanno la forma di un leone nell'atto di lanciarsi su una preda; ma un elenco delle varietà è praticamente impossibile.

Al Castello del Buonconsiglio, a Trento, si trova un picchiotto scolpito in bronzo dai fratelli Vincenzo e Gian Gerolamo Grandi, datato 1532-1539 e consistente in un amorino arrampicato sopra un leone. La casa natale di Simón Bolívar a Caracas conserva le decorazioni esterne di bronzo e l'antico batocchio. Antichi picchiotti arabi si conservano all'Arab Museum of Modern Art a Doha. 

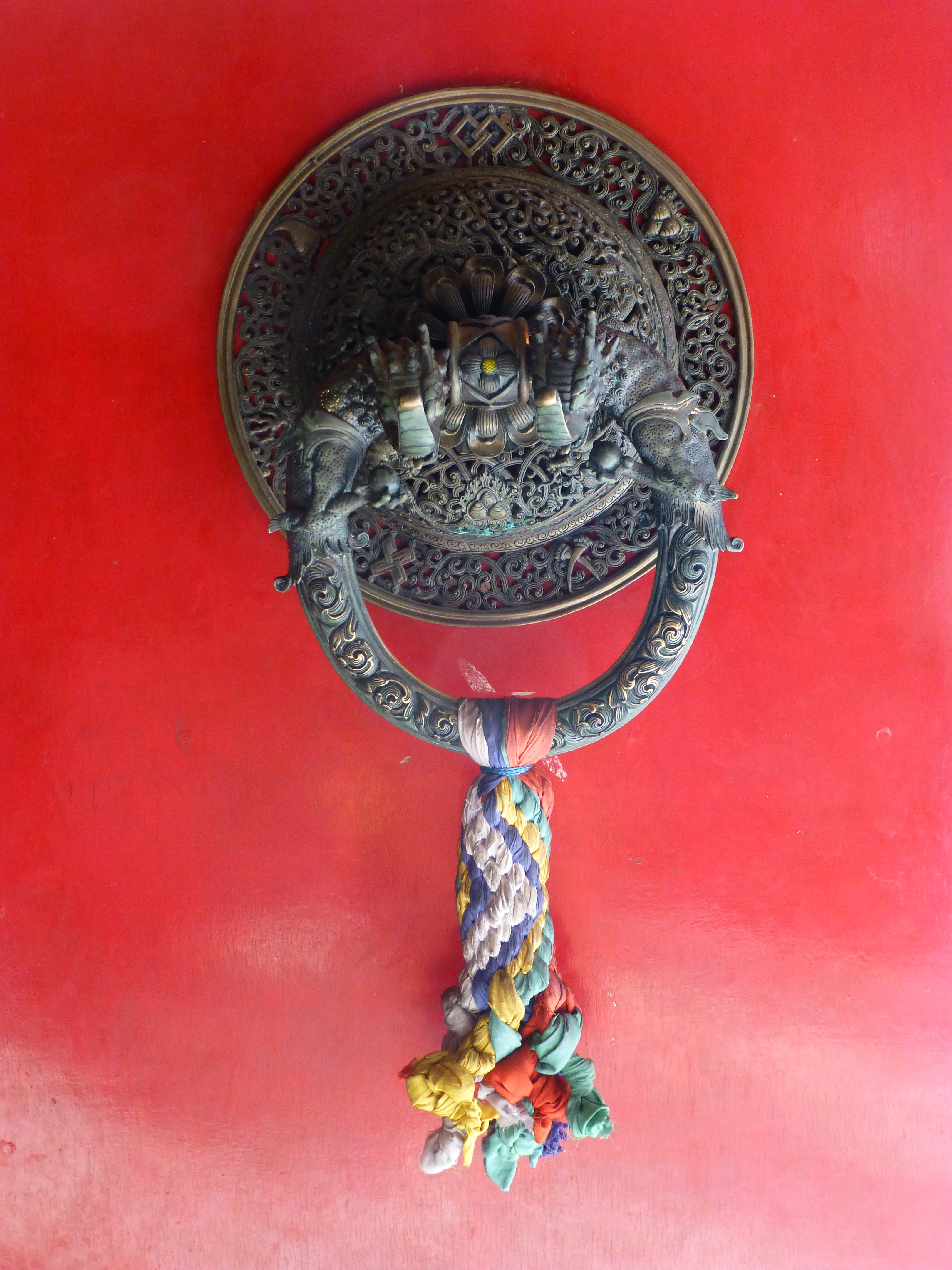
Door Pull nella porta di un tempio tibetano (Bodhgaya)

Il portone della facciata del Palazzo Ducale di Genova che affaccia su piazza Matteotti aveva antichi battenti di bronzo a forma di Tritone che furono rubati e sono stati sostituiti con copie. Le porte del Palazzo Piccolomini di Siena hanno maniglie battiporta col crescente che allude allo stemma della famiglia Piccolomini.
I portali del centro storico di Caggiano - un borgo in provincia di Salerno - hanno il "picchiotto" (in dialetto locale truzzulatùr) realizzato a semplice anello, oppure decorato con motivi antropomorfi o animalistici.
A Palazzo Pisani a Santo Stefano, a Venezia, per accedere alla stanza che oggi ospita la direzione del Conservatorio Benedetto Marcello si usa un picchiotto bronzeo, attribuito allo scultore trentino Alessandro Vittoria.

### In letteratura
Nelle fiabe, se un personaggio deve bussare ad una porta, in genere batte con il picchiotto e non suona il campanello elettrico. Il picchiotto egiziano è il titolo di un romanzo, tradotto dall'ungherese nel 1942.